# Tribunal de Contas do Município do Rio de Janeiro

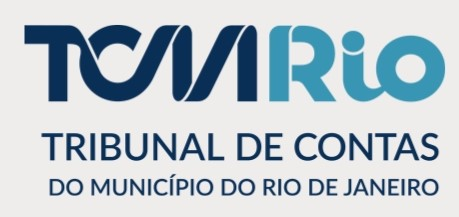
Marca atual do TCM-Rio.

O Tribunal de Contas do Município do Rio de Janeiro (TCM-RJ) é a instituição autorizada para fiscalizar as contas e os gastos da administração municipal do Rio de Janeiro. Compete a este órgão, que não é subordinado à Prefeitura do Rio de Janeiro, controlar previamente as obras que serão realizadas (analisando editais de licitação antes de sua ocorrência), durante as obras (fazendo inspeções) ou posteriormente (examinando as prestações e tomadas de contas, contratos e outros atos consumados).
Em qualquer hipótese, ao ser verificada alguma irregularidade, o Tribunal pode exigir correções quando verificadas irregularidades ou impropriedades e aplicar multas quando essas não forem sanadas.

## Função
O Tribunal de Contas, assim como os órgãos que compõem o poder legislativo[carece de fontes?], tem a função de fiscalizar o poder executivo, analisando as contas do prefeito, julgando as contas dos administradores e demais responsáveis por bens e valores de todos os órgãos e entidades do município, neste caso o município do Rio de Janeiro, avaliando a legalidade das contratações de pessoal e das concessões de aposentadorias, bem como recebendo e analisando denúncias e representações de qualquer cidadão que observar qualquer irregularidade em algum item acima citado.
O Tribunal possui Lei Orgânica e Regimento Interno próprios, que dão suporte à sua atuação e competência e definem as instruções e procedimentos internos de forma a obter eficiência e eficácia na tramitação dos processos que chegam à Casa.

## História
O Tribunal de Contas do Município do Rio de Janeiro foi criado após a aprovação de uma lei, em 1985, complementar a uma lei de 1978. A primeira plenária aconteceu no dia 6 de novembro do mesmo ano. Este órgão, além de suas atividades de rotina, também foi responsável por fiscalizar as obras das Olimpíadas de 2016, cuja responsabilidade ficou exclusivamente com o município.
Em junho de 2013, o tribunal de contas foi alvo de polêmica após arquivamento de um processo a respeito das licitações de linhas de ônibus no Rio de Janeiro.

## Legislação
A lei que rege as diretrizes do TCM-RJ explica que, entre outras coisas, suas atribuições são as seguintes :
- Dar parecer sobre as contas do prefeito em até dois meses, a partir do momento do recebimento do objeto de análise;
- Apresentar relatório minucioso e conclusivo sobre os resultados do exercício financeiro
- Solicitar à Câmara Municipal que pare ato ou outras medidas que julgar necessárias ao ser verificada alguma irregularidade;

## Estrutura
O plenário do Tribunal de Contas do Município é formado pelo Gabinete dos Conselheiros, pela Presidência e pela Procuradoria Especial. O Corpo de Conselheiros atualmente é composto por sete titulares, que se reúnem às segundas e quartas – feiras para a realização das sessões plenárias ordinárias.
Destes três, somente a Presidência tem outros setores diretamente relacionados: a comissão permanente de licitação, o gabinete da presidência e a secretaria geral.
O gabinete da presidência, chefiado pelo Conselheiro Presidente Thiers Vianna Montebello, coordena os seguintes departamentos:
- Assessoria audiovisual
- Assessoria de informática
- Assessoria jurídica
- Assessoria de legislação
- Assessoria de segurança institucional
- Centro cultural
- Diretoria de publicações
- Divisão de biblioteca e documentação
- Secretaria das sessões
- Núcleo de estudos, pesquisas e planejamento

A Secretaria geral, cujo responsável é Silvio Freire de Moraes, controla a secretaria de controle externo e secretaria de atividades administrativas, que coordena os seguintes departamentos:
- Departamento geral de finanças
- Departamento geral de pessoal
- Departamento geral de serviços de apoio

O Tribunal de Contas do Município do Rio de Janeiro possui total responsabilidade por auditar inclusive projetos conjuntos entre município e estado, ficando a par principalmente das contas do município. O Tribunal de contas também deve e pode aplicar devidas multas e validar ou invalidar projetos, fazendo trabalhos conjuntos com a policia federal em caso de fraudes, porém sub-designada pelo ministério público federal.